# Hernando de Alvarado Tezozómoc
Don Hernando de Alvarado Tezozómoc (gestorben nach 1609) war der Sohn von Don Diego de Alvarado Huanitzin und Doña Francisca de Montezuma, einer Tochter Moctezumas II. Er war somit Enkel Moctezumas II. und Urenkel Axayacatls mütterlicher- wie väterlicherseits, da sein Vater und seine Mutter Cousin und Cousine waren. Er wurde einer der bedeutendsten Chronisten Neuspaniens, als seine Hauptwerke gelten die Crónica Mexicana in spanischer Sprache sowie die Crónica Mexicayotl in aztekischer Sprache.

## Leben
Über Tezozomoc ist nur wenig bekannt, weder sein Geburtsjahr noch sein Geburtsort lassen sich festlegen. Mehrere seiner zahlreichen Geschwister (er wird als das vierte oder siebte Kind des Huanitzin bezeichnet) waren wichtige Personen der frühkolonialen mexikanischen Gesellschaft, so war sein älterer Bruder Don Cristóbal de Guzmán Cecetzin einige Jahre lang indianischer Gobernador von Tenochtitlan.
Er schrieb über sich:
Und im Jahre 1609, Ich, Don Hernando de Alvarado Tezozómoc, der ich ein Enkel dessen bin, der der große König Moteuczoma (Montezuma) der Jüngere war, und ein Abkömmling seiner edlen Tochter, entsprossen dem Schoße der Prinzessin, meiner überaus geliebten Mutter, Dona Francisca de Moteuczoma, deren Gemahl Don Diege de Alvarado Hunaitzin war, mein hochverehrter Vater, ein Mann von edler Geburt, diese sind es, die mich gezeugt haben, und in aller Wahrhaftigkeit bin ich ihr Sohn … Alles, was sie (die Edlen alter Zeiten) in ihren Chroniken niederschrieben und bezeugten, ist wahr und enthält keine Lüge. Sie haben es aufgezeichnet, ohne etwas hinzuzufügen oder an Täuschungen zu denken.
Und auch aus diesem Grunde bezeuge und bestätige ich, Don Hernando de Alvarado Tezozómoc, die Geschichte dieser Ahnen, denn was ich nun niederschreibe, entstammt nicht nur einigen wenigen mündlichen Berichten; was ich erzähle, weiß ich von den bereits Genannten, von denselben Vorfahren, die es aufzeichneten; ich vertraue fest auf das, was ich aus ihrem vielgeliebten Munde über die verehrten Könige und Edlen hörte, die damals lebten und von deren Taten ich erzähle und denen unser Herr und Gott gnädig sein möge.